# 1035

## Úmrtí
- 30. května – Balduin IV. Flanderský, flanderský hrabě (* 980)
- 18. října – Sancho III. Navarrský, král navarrský, hrabě kastilský a aragonský (* kolem 990)
- 4. listopadu – Jaromír, český kníže (* ?)
- 12. listopadu – Knut Veliký, vikinský král Dánska, Anglie, Norska a části Švédska (* cca 985)

## Hlavy států
- České knížectví – Břetislav I.
- Papež – Benedikt IX.
- Svatá říše římská – Konrád II.
- Anglické království – Knut Veliký / Harold I.
- Aragonské království – Ramiro I. Aragonský
- Barcelonské hrabství – Berenguer Ramon I. Křivý / Ramon Berenguer I. Starý
- Burgundské království – Rudolf III.
- Byzantská říše – Michael IV. Paflagoňan
- Dánské království – Knut Veliký / Hardaknut
- Francouzské království – Jindřich I.
- Kyjevská Rus – Jaroslav Moudrý
- Leonské království – Bermudo III.
- Navarrské království – Sancho III. Veliký / Ferdinand I. Veliký
- Norské království – Knut Veliký (místodržící Svein Knutsson Alfivason) / Magnus I. Dobrý
- Polské knížectví – Kazimír I. Obnovitel
- Skotské království – Duncan I.
- Švédské království – Jakob Anund
- Uherské království – Štěpán I.